# تيار دوراني أرضي
التيار الدَّوْرَضِيّ أو التيار الدوراني الأرضي أو الجيروستروفي هو تدفق محيطي تتوازن فيه قوة تدرج الضغط عبر تأثير كوريوليس. اتجاه التيار الجيوستروفي موازٍ لـخطوط تساوي الضغط مع وجود الضغط العالي في جهة اليمين من التيار في نصف الكرة الأرضية الشمالي والضغط العالي إلى جهة اليسار في نصف الكرة الأرضية الجنوبي. هذا المفهوم معروف من خرائط الحالة الجوية والتي تظهر خطوط تساوي الضغط فيها اتجاه التيار الجيوستروفي في الغلاف الجوي. وقد يكون التيار الجيوستروفي إما استوائي الضغط أو كثافته تعتمد على كلّ من درجة الحرارة والضغط. كذلك قد يرى البعض أن التيار الجيوستروفي هو موجة مائية ضحلة دائرية تتميز بمعدل تردد مقداره صفر. مبدأ التيار الجيوستروفي ذو فائدة عظيمة لعلماء دراسة المحيطات لأنها تسمح لهم استشفاف التيارات المحيطية من قياسات ارتفاع سطح البحر (من خلال مقاييس الارتفاعات بالقمر الصناعي) أو من الصور الجانبية الرأسية لكثافة مياه البحار التي تلتقطها السفن أو العوامات المستقلة. التيارات الرئيسية لـمحيطات العالم مثل تيار الخليج وتيار كوروشيو وتيار أجولاس والتيار القطبي الجنوبي المحيط بالقارة القطبية الجنوبية هي جميعًا في توازن جيوستروفي تقريبًا ونماذج للتيارات الجيوستروفية.

## شرح مبسط
تميل مياه البحر عادةً إلى الحركة من منطقة تتسم بالضغط العالي أو (ذات منسوب مائي مرتفع) إلى منطقة ذات ضغط منخفض (أو ذات منسوب مائي منخفض). القوة التي تدفع المياه نحو منطقة الضغط المنخفض تسمى قوة تدرج الضغط. في أي من التيارات الجيوستروفية، بدلاً من حركة المياه من منطقة ذات ضغط عالٍ (أو منسوب مائي عالٍ) إلى أخرى ذات ضغط منخفض (أو منسوب مائي منخفض) تتحرك المياه بطول خطوط ذات ضغط متساوٍ (خطوط تساوي الضغط). يحدث هذا بسبب دوران الأرض. دوران الأرض ينتج عنه «قوة» تسمى قوة كويوليس تؤدي حركة الماء من أعلى لأسفل إلى الشعور بها. تتفاعل قوة كوريوليس مع الزوايا اليمنى من التيار وحينما توازن قوة تدرج الضغط، يكون ما يعرف باسم التيار الجيوستروفي هو النتيجة.
كما ذكرنا آنفًا، يتجه التيار مع الضغط العالي إلى الجهة اليمنى للتيار في نصف الكرة الأرضية الشمالي ومع الضغط العالي إلى الجهة اليسرى في نصف الكرة الأرضية الجنوبي. يعتمد اتجاه التيار على نصف الكرة الأرضية وذلك لأن اتجاه قوة كوريوليس متناقض في نصفي الكرة الأرضية المختلفين.

## المعادلات الجيوستروفية
المعادلات الجيوستروفية هي شكل مبسّط من نافيير – ستوكس. بوجهٍ خاص، يفترض عدم وجود تسارع (الحالة الثابتة)، وعدم وجود لزوجة وأن الضغط هيودروستاتیكي. التعادل الناتج هو (جيل، 1982):
{\displaystyle fv={\frac {1}{\rho }}{\frac {\partial p}{\partial x}}}
{\displaystyle fu=-{\frac {1}{\rho }}{\frac {\partial p}{\partial y}}}
إحدى الخصائص المميزة للمعادلات الجيوستروفية هو أنها تعادل النسخة ذات الحالة الثابتة من معادلة الاستمرارية. وهذا يعني:
{\displaystyle {\frac {\partial u}{\partial x}}+{\frac {\partial v}{\partial y}}=0}

### موجات دائرية بمعدل تردد صفري
المعادلات المتحكمة في موجة المياه الخطية والدائرية هي كالتالي:
{\displaystyle {\frac {\partial u}{\partial t}}-fv=-{\frac {1}{\rho }}{\frac {\partial p}{\partial x}}}
{\displaystyle {\frac {\partial v}{\partial t}}+fu=-{\frac {1}{\rho }}{\frac {\partial p}{\partial y}}}
فرضية الحالة الثابتة المذكورة أعلاه (دون تسارع) هي:
{\displaystyle {\frac {\partial u}{\partial t}}={\frac {\partial v}{\partial t}}=0}
أو يمكن أن نفترض الاعتماد الدوري شبه الموجي في الوقت المحدد:
{\displaystyle u\propto v\propto e^{i\omega t}}
في هذه الحالة، إذا قمنا بتعيين {\displaystyle \omega =0}, فقد رجعنا إلى المعادلات الجيوستروفية أعلاه. لهذا يمكن اعتبار التيار الجيوستروفي
موجة مائية ضحلة دوارة ذات معدل تردد صفري.